# Fred E. Fiedler
Fred Edward Fiedler (Viena, 13 de julio de 1922-Washington, 8 de junio de 2017) fue uno de los principales investigadores en psicología industrial y organizacional del siglo XX. Ayudó a dar forma a la psicología y fue un destacado psicólogo.
Nació en Austria, Viena, hijo de Victor y Helga Schallinger Fiedler. Sus padres eran dueños de una tienda de suministros textiles y de sastrería antes de 1938. Fiedler emigró a los Estados Unidos poco después de la Anschluss en 1938 y se convirtió en ciudadano estadounidense en 1943. Sirvió en el ejército de Estados Unidos de 1942 a 1945. Estudió psicología en la Universidad de Chicago donde obtuvo su licenciatura y más tarde un doctorado en psicología clínica en 1949. En 1951 se trasladó a la Universidad de Illinois en Urbana-Champaign y se convirtió en miembro de la facultad de psicología. Se convirtió en el director del Laboratorio de Efectividad de Grupo en la Universidad de Illinois de 1959 a 1969.
Fue psicólogo empresarial y de gestión en la Universidad de Washington y ocupó cargos en el Departamento de Psicología y en la Escuela de Negocios. Dirigió la investigación organizacional en la universidad desde 1969 hasta su retiro en 1992
Ayudó a este campo a pasar de la investigación de los rasgos y características personales de los líderes, a los estilos y comportamientos de liderazgo. En 1967 introdujo la modelo de contingencia del liderazgo, con el ahora famoso modelo de contingencia de Fiedler.
El trabajo de Fiedler con el modelo de contingencia de liderazgo proporcionó una respuesta a las fallas de las teorías de rasgos y comportamientos y contribuyó a la comprensión de la dinámica del liderazgo.
Murió en junio de 2017 en el estado de Washington a la edad de 94 años y le sobrevivieron su esposa, Judith (a quien conoció como estudiante en los años 40) y tres hijas (Decky Fiedler, Tory Fiedler y Carol Fiedler-Kawaguchi). Se celebró un funeral por él en la Isla Mercer, Washington.

## Obras
- Fiedler, F.E. (1958) Actitudes de Líder y Efectividad del Grupo, Urbana, IL: University of Illinois Press.
- Fiedler, F.E. (1967) Una teoría de la eficacia del liderazgo, Nueva York: McGraw-Hill.
- Fiedler, F.E. (1971) "Liderazgo", Nueva York: General Learning Press.
- Fiedler, F.E. (1981) Actitudes de Liderazgo y Efectividad de Grupo, Westport, CT: Greenwood Publishing Group.
- Fiedler, F.E. (1992) "Life in a Pretzel-shaped Universe", en Arthur G. Bedeian. (ed.), laureados de la gestión: A Collection of Autobiographical Essays, Greenwich, CT: JAI Press, vol. 1, 301-34.
- Fiedler, F.E. (1994) Leadership Experience and Leadership Performance, Alexandria, VA: US Army Research Institute for the Behavioral and Social Sciences.
- Fiedler, F.E. (1997) "Directorio de la Asociación Americana de Psicología", Chicago: St James Press, 419.
- Fiedler, F.E. y Chemers, M.M. (1974) Liderazgo y Administración Efectiva, Glenview, IL: Scott, Foresman and Co.
- Fiedler, F.E. y García, J.E. (1987) New Approaches to Leadership, Cognitive Resources and Organizational Performance, Nueva York: John Wiley and Sons.
- Fiedler, F.E., Chemers, M.M. y Mahar, L. (1976) "Improving Leadership Effectiveness": El Concepto de Pareja de Líderes, Nueva York: John Wiley and Sons.
- Fiedler, F.E., García, J.E. y Lewis, C.T. (1986) Gestión de Personas y Productividad, Boston: Allyn y Bacon.
- Fiedler, F.E., Gibson, F.W. y Barrett, K.M. (1993) Stress, Babble, and the Utilization of the Leader's Intellectual Abilities, Leadership Quarterly 4(2): 189-208.
- Fiedler, F.E., Godfrey, E.P. y Hall, D.M. (1959) Boards, Management and Company Success, Danville, IL: Interstate Publishers.
- Fiedler, F.E. 1977b) "R.I.P LPC: A Response to Fiedler", en J.G. Hunt, y L.L. Larson (eds), Leadership: The Cutting Edge", Carbondale, IL: Southern Illinois University Press, 51-6.
- Fiedler, F.E. (1983) Evaluando la validez del modelo de contingencia de Fiedler sobre la efectividad del liderazgo: Una mirada más cercana a Strube y García, Psychological Bulletin 93: 404-8.